# Środowisko
Środowisko – ogół elementów nieożywionych i ożywionych, zarówno naturalnych, jak i powstałych w wyniku działalności człowieka, występujących na określonym obszarze oraz ich wzajemne powiązania, oddziaływania i zależności. Jest to pojęcie podrzędne w stosunku do przyrody, obejmującej również elementy ożywione.
Z uwagi na stopień przekształcenia środowisko dzieli się na:
- środowisko przyrodnicze (naturalne)
- środowisko antropogeniczne
- środowisko sztuczne
- środowisko zdegradowane.

W Polsce za korzystanie ze środowiska (np. wody) i wprowadzanie w nim zmian (np. wprowadzanie zanieczyszczeń) pobierane są opłaty na rzecz Funduszu Ochrony Środowiska.